# 维尔纳·魏斯特
维尔纳·魏斯特（德語：Werner Weist，1949年3月11日—2019年5月14日），出生于多特蒙德，德国前职业足球运动员。他曾效力于德甲联赛的多特蒙德和云达不莱梅。